# Newton Mendonça
Newton Ferreira de Mendonça, più noto come Newton Mendonça (Rio de Janeiro, 14 febbraio 1927 – Rio de Janeiro, 22 novembre 1960), è stato un musicista e compositore brasiliano, conosciuto soprattutto per aver composto insieme a Tom Jobim alcune delle più famose canzoni del genere bossa nova, tra le quali Desafinado.

## Biografia
Il musicista nacque a Rio de Janeiro. A sei anni si trasferì con la famiglia a Porto Alegre, dove studiò violino, e poi a Aquidauana, nel Rio Grande do Sul, dove rimase fino al 1939. Ritornato di nuovo nella città natale, Mendonça fece ingresso al Collegio Militare, mentre il padre languiva in prigione, arrestato per aver partecipato a una cospirazione contro il dittatore Getúlio Vargas; e nella città carioca perfezionò la tecnica del pianoforte sotto la guida di Heitor Villa-Lobos, dedicandosi anche da autodidatta allo studio della chitarra. Nei primi anni quaranta strinse amicizia con Tom Jobim: i due, vicini di casa, erano accomunati dall’assenza dei rispettivi padri, dalla passione per la musica e dallo studio del pianoforte, ed entrambi interruppero gli studi. Dopo un breve periodo come interprete all’aeroporto Galeão, Newton Mendonça seguì le orme dell’amico diventando un “pianista della notte”.
Nel 1950, dopo un’esperienza con la Orquestra de Waldemar che segna l’inizio della carriera da professionista, Mendonça proseguì al club Posto Cinco, nel quale due anni dopo fu assunto come pianista stabile in sostituzione di Jobim, ma non mancando di frequentare altri locali come il Casca e il French Can Can, e negli anni successivi suonando in diversi altri club di Rio fra i quali il Mandarim, dove fece la conoscenza di Johnny Alf. In quegli anni l’artista aveva già cominciato a comporre e a vedere i propri brani incisi: la sua prima creazione fu Você morreu pra mim, composta assieme a Fernando Lobo e presente in un disco di Dora Lopes; nel 1953 Incerteza, la prima produzione congiunta con Jobim; e nell’anno seguente Samba de uma nota só. Ritornato nel 1955 nella Orquestra de Waldemar, conobbe la futura moglie e i brani composti in tandem con Jobim continuarono a essere incisi: Castigo, registrata da Dalva de Oliveira, Só saudade da Osny Silva e Cláudia Morena, Foi a noite, Luar e batucada da parte di Sylvia Telles. Nel frattempo la sua carriera di strumentista proseguiva nei locali del Beco das Garrafas, come veniva chiamata la zona di Rio de Janeiro in cui si concentravano i club musicali. Nel 1957 venne registrata da João Gilberto Desafinado, la sua composizione creata assieme a Jobim, e nel 1959 Meditação e Discussão, anch’esse del tandem Mendonça-Jobim. Nel 1960 tre delle sue più popolari composizioni vennero riprese da Gilberto nel suo LP O amor, o sorriso e a flor.
Ma Mendonça, a differenza dell’amico Jobim che già cominciava a diventare molto popolare, a causa del carattere introverso non si mise mai in mostra risultando conosciuto solo nella cerchia ristretta dei musicisti di bossa nova. Accanito fumatore e forte bevitore, con l’orgoglio ferito da una sottovalutazione dei propri meriti musicali, nel 1959 patì un infarto che gli impose una degenza in ospedale di tre settimane e delle rigide prescrizioni mediche che però il musicista ignorò.
Dopo un anno, il 22 novembre del 1960, colpito da infarto acuto al miocardio, Newton Mendonça morì lasciando inedite diverse sue composizioni: Adeus, Chico Viola, Ana Maria, Ela é chave de cadeia, Ipanema, Nega maluca, Notícia de jornal (Maria da Conceição) , Palavras, Recordando, Vento frio, Você é ou não é e Você voltou tarde demais; e ancora Sem você e Tristeza, queste due ultime composte assieme a Tom Jobim.